# Ђурђевићи (Прњавор)
Ђурђевићи су дио села Горњи Вијачани, (највише породица са презименом Ђурђевић) смјештени на лијевој обали ријеке Укрина и југоисточним обронцима Љубића Република Српска, БиХ.

## Становништво
Због слабе путне и остале инфраструктуре, млади су потражили боље услове за живот у градовима (Прњавор, Бања Лука, Челинац и Добој) као и у западној Европи.
Највећи дио породица у селу носи презиме Ђурђевић (презиме).